# Uryū Ishida
Uryū Ishida (石田 雨竜?, Ishida Uryū) è uno dei personaggi principali del manga Bleach, scritto ed illustrato da Tite Kubo. È un compagno di classe del protagonista Ichigo Kurosaki e un Quincy, l'esponente di un clan di umani con poteri particolari che sono stati sterminati in passato dagli Shinigami. Volendo dimostrare il valore dei Quincy, Uryū sfida Ichigo a chi uccide più Hollow; tuttavia, quando vengono assaliti da orde di Hollow, i due iniziano a collaborare e si avvicinano progressivamente l'uno all'altro, fino a diventare amici. Da allora, Uryū diventa un fedele alleato di Ichigo, accompagnandolo durante tutto il corso della storia. Oltre al manga, Uryū compare anche in altri media legati alla serie, tra cui l'anime televisivo, due film animati, il musical e i videogiochi.
Il personaggio di Uryū venne apprezzato dal pubblico e dalla critica, piazzandosi nella top ten in tutti i sondaggi di popolarità della rivista Weekly Shōnen Jump come uno dei personaggi più amati della serie. Nell'adattamento anime di Bleach Uryū è doppiato da Noriaki Sugiyama, mentre nell'edizione italiana di Bleach: Memories of Nobody è doppiato da Daniele Demma e nella serie anime sarà doppiato da Ruggero Andreozzi.

## Creazione e sviluppo
Come il resto dei Quincy, Uryū fu creato da Tite Kubo come rivale degli Shinigami. Per questo molte sue caratteristiche sono in netta contrapposizione con gli Dei della Morte, ad esempio l'uniforme bianca rispetto al kimono nero degli Sihingami o l'uso dell'arco e delle frecce in contrasto con le spade.
Il suo nome è composto dai caratteri significanti pioggia (雨) e drago (竜).

## Storia
Da bambino, Uryū amava allenarsi con suo nonno Soken. Suo padre, Ryūken Ishida, odiava il fatto che Uryū aiutasse i morti, dicendo che era un'attività con cui non si guadagnassero soldi. Soken capiva le ragioni di Ryūken in quanto egli aveva una famiglia da mantenere. Il vecchietto disse quindi ad Uryū che anche lui avrebbe capito un giorno le motivazioni di suo padre. Quando Uryū era ancora in giovane età, il nonno fu ucciso dagli Hollow proprio davanti a lui, che non fu in grado di far nulla per proteggerlo. Questa è la ragione per cui odia gli shinigami, che non vennero a salvare Soken in tempo. Nel corso della serie si scoprirà che dietro a questo ritardo c'era l'attuale capitano della 12ª divisione Mayuri Kurotsuchi: egli voleva infatti l'anima di Soken da collezionare per i suoi studi.
Dalla sua prima apparizione è uno studente nella classe di Ichigo Kurosaki, che non lo riconosce dal nome. Poco più di un mese dopo che Ichigo è divenuto uno Shinigami Delegato, Rukia Kuchiki riceve sul cellulare l'informazione di un hollow nelle vicinanze. Andando insieme a Ichigo a controllare non riescono a trovarlo, tanto che Rukia pensa che il suo apparecchio sia rotto. In realtà, Uryū aveva eliminato tutti gli hollow appena comparsi. In seguito si presenta ad Ichigo, informandolo dell'odio che nutre verso gli shinigami. Ichigo segue Uryū il giorno dopo e viene provocato in un duello su chi uccide più hollow. Usando un'esca particolare Uryū fa apparire molti mostri nella città di Karakura. Tuttavia l'esca è molto più grande di quando si aspettava, così che vengono attirati talmente tanti hollow che Ishida non può sconfiggerli da solo e quindi lui e Ichigo sono costretti a fidarsi uno dell'altro e combattere insieme.
Quando Rukia viene affrontata da Renji Abarai e Byakuya Kuchiki, venuti sulla Terra per arrestarla, Uryū prova a salvarla, dando per la sua presenza in quel luogo anche le scuse più assurde. Uryū viene facilmente sconfitto da Renji (da notare che la sfida non la si vede né nel manga né nell'anime) e Rukia viene catturata dopo che Ichigo, anch'egli accorso, viene seriamente ferito.
Dopo essere stato guarito da Kisuke Urahara, Uryū ammette che Ichigo è l'unico abbastanza forte da poter salvare Rukia. Uryū quindi si allena duramente usando un guanto sanrei, che aumenta velocemente la sua abilità di formare e lanciare frecce spirituali. Dopo una settimana, Ishida insieme ad Orihime Inoue, Yasutora Sado, Yoruichi Shihōin, e Ichigo Kurosaki partono per la Soul Society. Nell'entrare nel Seireitei, il gruppo si separa e Ishida finisce con Orihime. I due decidono di camminare sui tetti in modo da non essere visti ma vengono attaccati da Jiròbo Ikkanzaka della 7ª divisione. Quest'ultimo sfida Uryū per il titolo di "Kamaitachi", che è dato al migliore utilizzatore di armi da lancio. Ishida facilmente lo sconfigge, ma Jiròbo decide che almeno può sconfiggere Orihime. Ishida la salva e scocca due frecce attraverso i 2 punti da cui Jiròbo fa scorrere il suo potere spirituale attraverso il corpo, privandolo delle sue capacità e impedendogli di continuare la sua vita da shinigami.
Ishida e Orihime si imbattono poi in due shinigami della 12ª divisione, ai quali rubano le divise in modo da confondersi fra i veri shinigami. Vengono poi avvicinati da un ubriacone di nome Makizo Aramaki dell'11ª divisione, ma sono "salvati" dagli altri shinigami della 12ª divisione. Questi ultimi in realtà stanno fingendo cordialità con i due sotto precisi ordini del loro capitano Kurotsuchi Mayuri, il quale però, una volta catturati i due stranieri, usa i suoi stessi uomini come bombe umane. Grazie alla barriera che Orihime costruisce con i suoi poteri, lei, Uryū e Makizo si salvano dall'esplosione. Motivato a sconfiggere Kurotsuchi ad ogni costo, Uryū usa il ransotengai per muovere il suo corpo paralizzato e toglie il guanto sanrei in modo da aumentare immensamente i suoi poteri attingendo dalle particelle spirituali di cui la Soul Society è composta, pur sapendo che il prezzo da pagare sarebbe stato la perdita delle capacità Quincy. Ishida diventa così forte da riuscire a sconfiggere il bankai velenoso di Mayuri.
Tornato sulla terra, viene attaccato da due Hollow, ma viene salvato in extremis da suo padre Ryūken, che batte facilmente i mostri e rivela il suo pentacolo a forma di croce. Ryūken dice di potergli restituire i poteri di Quincy, ma solo a condizione che lui non aiuterà più gli shinigami. Si allena in una stanza nascosta, fatta da anime sintetizzate in argento e anime sintetizzate in vetro. Ryūken lancia frecce contro Uryū fino a sfinirlo. Il ragazzo, dopo aver evitato frecce per molto tempo, decide di attaccare suo padre con il suo ultimo Ginto, imprigionandolo in un tubo di vetro. Ryūken si libera facilmente dalla prigione, ferendo il figlio vicino al suo cuore.
Ryūken dice ad Uryū che essere colpito in un certo punto, esattamente a diciannove millimetri dal cuore, dopo essere davvero esausto è l'unico modo per riottenere i poteri di Quincy. L'allenamento ha così fine.
Quando Orihime viene catturata da Aizen, Uryū si presenta all'emporio di Urahara con Chad per aiutare Ichigo a salvarla. Appena arrivati, Uryū e Chad combattono contro due Arrancar di nome Demōra e Iceringer, e chiedono a Ichigo di non intervenire. Durante la sfida, Uryū ricorda gli insegnamenti di suo padre e grazie a questi riescono a sconfiggere facilmente gli avversari. Uryū si trova a combattere un Arrancar donna chiamata Cirucci Sanderwicci, sconfiggendola. In seguito Uryū ritrova Renji (scosso per aver percepito che Rukia è in serio pericolo) e lo aiuta nella lotta contro Szayel Aporro Grantz, l'Ottavo Espada. Ad aiutarli, alla fine, arriva il vecchio nemico di Ishida, Mayuri Kurotsuchi, il quale, dopo una furiosa sfida tra scienziati, ha la meglio sull'Espada.
17 mesi dopo la sconfitta di Aizen, durante l'allenamento di Ichigo per acquisire il Fullbring, Uryū viene attaccato da un misterioso nemico, finendo in ospedale. In un primo momento si sospetta che l'autore dell'attacco sia Shūkurō Tsukishima, un Fullbringer a cui la Xcution dà la caccia, infatti poco dopo egli inizia ad attaccare anche Orihime Inoue e Yasutora Sado. L'attacco di Tsukishima plagia le menti dei due, facendolo apparire come un loro vecchio amico. La stessa sorte tocca anche agli altri amici di Ichigo, alla sua famiglia e a tutti i membri dell'Xcution, escluso Kūgo Ginjō. Riappare durante il combattimento contro Tsukishima, svelando ad Ichigo che il vero nemico, nonché colui che l'ha attaccato, è proprio Ginjō.
In seguito alla battaglia di Ichigo contro Ebern Asguiaro, Uryū insieme a Sado, Inoue e lo stesso Ichigo incontra Neliel Tu Oderschvank, che riferisce loro l'avvenuta conquista dell'Hueco Mundo da parte del Vandenreich. I ragazzi si preparano, quindi, all'imminente battaglia, ma Uryū afferma di non poterli accompagnare questa volta. Lo si vedrà, in seguito, presentarsi al cospetto di Yhwach, che riunirà tutti gli Stern Ritter, proclamando lo stesso Uryū suo successore e assegnandogli la sua stessa Schrift, ovvero la lettera "A". Inizierà, quindi, l'invasione del Palazzo Reale, sotto la guida di Yhwach, affrontando brevemente Ichigo e i suoi alleati.
Dopo che Yhwach assorbe il Re delle anime, Juagram si accorge che Ishida intenzione di tradirli e ne scaturisce un conflitto tra i due, che viene interrotto quando Yhwach assorbe i poteri degli Sternritter rimanenti. Mentre si reca a supportare Ichigo e gli altri, Uryuu si riunisce a Isshin e a suo padre Ryuken, che gli consegna una freccia in grado di privare Yhwach dei suoi. Si precipita quindi sulla scena della battaglia finale tra Ichigo, Aizen e Yhwach e colpisce il corpo di Yhwach e rendendolo temporaneamente incapace di usare la sua forza, consentendo a Ichigo di approfittare della vittoria per  finire Yhwach, ponendo così fine alla guerra.
Dieci anni dopo la fine della guerra, Uryu assume l'eredità del padre divenendo un medico.

## Descrizione

### Aspetto e personalità
Uryū Ishida appare come uno studente modello, con i capelli neri e gli occhiali. A scuola, indossa l'uniforme scolastica con una cravatta, mentre fuori indossa bianchi vestiti da Quincy con strisce blu che rappresentano il simbolo dei Quincy, e un mantello.
Uryū è di solito timido e silenzioso, ma prova a sembrare "figo" quando ci sono altre persone attorno. Per esempio, durante la saga della Soul Society, indossa un mantello che gli serve solo per risaltare come personaggio (in realtà non ha alcun utilità), ed ha anche l'abitudine di parlare con teatralità. Ishida si basa sull'etica morale conosciuta come l'onore dei Quincy, e ha un forte senso di giustizia. Egli ha anche mostrato di essere un cavaliere, e non sopporta gli uomini che abusano della giustizia o che trattano male le donne. Dimostra questo più volte nel corso della serie, ad esempio quando prova a difendere Rukia Kuchiki da Renji Abarai e Byakuya Kuchiki quando erano venuti sulla terra, oppure quando difende Orihime Inoue più volte durante la saga della Soul Society e persino quando Nemu Kurotsuchi (tenente della 12ª divisione) viene presa a calci dal suo padre-capitano Mayuri Kurotsuchi. Nonostante non gli piacciano gli Shinigami, Uryū ha imparato almeno a lavorare a stretto contatto con quelli a cui Ichigo è più vicino e ha presumibilmente scartato gran parte del suo rancore personale. 
Ishida non ama usare la forza bruta in battaglia. Preferisce infatti studiare ogni suo avversario, cercando un suo punto debole, e pensare ad una strategia prima di attaccarlo, specialmente se può vincere senza farlo, mentre spesso cerca semplicemente di inabilitare il suo avversario. Uryū non rispetta molto suo padre, Ryūken Ishida, e infatti lo chiama per nome, cosa considerata molto irrispettosa nella società giapponese.

### A scuola
A scuola, Uryū è lo studente con il più alto punteggio. Ichigo, che ha l'abitudine di leggere i nomi sbagliati, legge per sbaglio il nome Ametatsu, pensando che egli fosse una ragazza. Uryū è abile nel disegno e nel cucito. Infatti molti studenti gli chiedono un aiuto nel ricucire pupazzi. Spesso ripara anche il peluche Kon, aggiungendogli sempre vestitini e parrucche femminili per farlo risaltare meglio, ma in realtà lo fa soltanto arrabbiare.
Ishida cuce anche dei vestiti per Orihime e Rukia, e anche una nuova maglia per Chad alla quale aggiunge il simbolo dei Quincy. Chad commenta che è più bravo a fare vestiti per le donne piuttosto che per gli uomini.
Uryū non è affatto socievole e rifiuta di mangiare a pranzo quando Ichigo lo invita, ma accetta poi quando qualcun altro paga per lui.
Come anche Sado e Orihime vive da solo e, come rivelato nel manga, ha problemi economici. Questa cosa non è molto chiara, dato che suo padre è un medico e dirige l'ospedale di Karakura, ed è molto attaccato al denaro e al guadagno.

## Oggetti
Ecco una lista di armi e accessori che utilizza durante la serie:
- Guanto Sanrei (散霊手套?, sanrei shutō): Il guanto lasciatogli in eredità dal nonno, con il quale aumenterà di tantissimo la sua potenza, permettendogli di scoccare più frecce nello stesso momento e di aumentare notevolmente la velocità. Se se lo toglie, Uryū può utilizzare il Quincy - Letzt Stil, ovvero la forma finale di un Quincy, caratterizzata da un enorme aumento di potenza. Questa modalità, tuttavia, dura per un breve lasso di tempo, dopodiché chi l'ha utilizzata perde tutti i suoi poteri.
- Seele Schneider (魂を切り裂くもの?, Zēreshunaidā, letteralmente "Fendi Anima"): Una potentissima freccia che ricorda una spada. Uryu può utilizzarla in questa forma per gli attacchi ravvicinati. La lama, in realtà, è un agglomerato di particelle di Reishi che vibrano con una frequenza di tre milioni di volte al secondo, e quindi la Seele Schneider taglia come se fosse una motosega e si nutre del Reishi esterno, come il Kojaku. Può essere sfruttata come spada ma, come Uryū fa notare più volte, "un Quincy usa solo arco e frecce", e quindi la Seele Schneiders è solo una freccia molto potente. Dal magazzino dell'ospedale, prima di andare nell'Hueco Mondo, Ishida prende ben sei Seele Schneider (ne utilizzerà una nello scontro con Cirucci Sanderwicci e altre cinque per creare la tecnica di Ginto nota come Sprenger per ferire gravemente Szayel Aporro Grantz).
- Tubi d'argento (银筒?, Gintō): Sono delle piccole capsule cilindriche, grandi circa 5 centimetri, contenenti energia spirituale in forma liquida. Sono usate dai Quincy per invocare degli incantesimi in modo analogo al kidō per gli shinigami.

## Poteri
Ishida è un Quincy, e per questo possiede tutti i poteri tipici di questa razza:
- Reishi Heiso - Kojaku (弧雀? "Passero Solitario"): Un arco formato di energia blu. Con esso Ishida è capace di sconfiggere moltissimi Hollow in un singolo colpo. È l'arco base che il Quincy utilizza con l'ausilio della sua Croce. In seguito, con l'utilizzo del Guanto Sanrei, l'arco assume un aspetto più "metallico" con due spuntoni laterali; nella forma finale del Quincy, invece, l'arco si rimpicciolisce e le frecce, da enormi lame d'energia, vengono miniaturizzate e diventano simili a grossi aghi potentissimi. Dopo aver conquistato il Pentacolo, simbolo dei Quincy, Uryū otterrà anche il Ginrei Kojaku (銀嶺弧雀? "passero solitario argentato"), un arco dalla struttura simile a quella di un fiocco di neve, con cui riesce a scagliare centinaia di frecce al secondo, e persino le Seele Schneider. Diversi mesi dopo lo scontro con Aizen, Uryū mostra un nuovo arco, molto simile a quello di suo padre Ryūken e più solido rispetto agli altri archi utilizzati in precedenza.
  - Heilig Pfeil (神聖滅矢?, Hairihhi Bufairu, in tedesco "Freccia Sacra"): Uryū, utilizzando il Reishi raccolto dall'ambiente circostante, è in grado di scagliare le frecce spirituali tipiche dei Quincy. Con il Ginrei Kojaku, Uryū arriva a scagliare consecutivamente fino a 1200 frecce.
  - Licht Regen (リヒト・レーゲン?, Rihito Rēgen, in tedesco "Pioggia di Luce"): Uryū concentra un'immensa quantità di Reishi nella spalla sinistra, similmente a quando il ragazzo utilizza il Quincy - Letzt Stil. Con questa tecnica può sparare all'incirca 1000 frecce in un colpo solo contro l'obiettivo.
- Hirenkyaku (飛廉脚? letteralmente "Tendina di Bambù Volante ai Piedi"): Analogo allo Shunpo degli Shinigami o al Sonido degli Arrancar, l'Hirenkyaku permette di muoversi rapidamente per lunghe distanze; Uryū Ishida afferma che esso è più veloce del Shunpo, mentre Mayuri Kurotsuchi precisa invece che dipende da chi usa la tecnica. Mayuri si complimenta con Ishida di essere capace ad usare tale tecnica nonostante la sua giovane età, aggiungendo che sia difficile diventarne esperti.
- Ransōtengai (乱装天傀? letteralmente "Divina Marionetta Scompigliata"): Tecnica di alto livello, che permette a chi la usa di controllare il proprio corpo, usando dei fili di energia spirituale controllati dal cervello. Usando tale tecnica si diventa come una marionetta, a discapito di paralisi, ossa rotte, e ogni altra sorta di impedimento dal normale movimento del corpo. È stato creato originalmente per permettere ai vecchi Quincy di combattere al pieno delle loro forze. Mayuri dice che, prima di Uryū, non ha mai incontrato un Quincy (ne ha esaminati ben 2661) che potesse usare tale tecnica.

Durante la Saga della Guerra dei Mille Anni, dopo aver bevuto il sangue di Yhwach, Uryu viene marchiato dalla stessa Schrift del leader dei Quincy, con cui ottiene il potere "The Antithesis" (完全反立?, Za Anchisāshisu, lett. "L'antitesi completa"), che gli permette di invertire completamente qualsiasi cosa sia accaduta tra due bersagli. Ciò permette a Uryū di invertire le ferite tra lui e il suo avversario, curandosi e ferendolo simultaneamente, così come gli effetti delle abilità nemiche. Tale abilità è potenziata quando Yhwach risveglia "The Almighty".
Inoltre, secondo Yhwach, Uryū è l'unico Gemischt Quincy ad essere immune agli effetti del suo Auswählen. 
Alcune tecniche, tuttavia, richiedono particolari oggetti per essere attivate, come nel caso dei tubi d'argento o delle Seele Schneider:
- Heizen (聖噬?, haizen, in tedesco "Caldo", connotazione giapponese per "Morso Sacro"): Tecnica derivata dall'uso di quattro tubi d'argento. Dopo aver pronunciato "Senti l'ira della battaglia e accetta questa mia sacra offerta", si crea una lastra di energia trasparente dalla forma rettangolare che dilania l'avversario. Il colpo è talmente forte da poter asportare il braccio di un Menos Grande[9].
- Gritz (五架縛?, gurittsu, "Quintuplo Telaio di Repressione"): Tecnica derivata dall'uso di un tubo d'argento. Dopo aver pronunciato il comando "una frusta d'argento colpisce le cinque dita del letto di pietra", questa tecnica genera una sorta di pellicola d'energia che immobilizza il bersaglio.
- Wolke (緑杯?, Worukōru, in tedesco "Nuvola", connotazione giapponese per "Coppa Verde"): Tecnica derivata dall'uso di un tubo d'argento. Dopo aver pronunciato il comando "incliniamo il nostro calice ad ovest", questa tecnica crea una grande esplosione che può essere usata come diversivo.
- Sprenger (破芒陣?, supurengeru, in tedesco "Esplosione", connotazione giapponese per "Pentagramma della Distruzione"): Tecnica derivata dall'uso di ben cinque Seele Schneiders, posizionate a formare un pentagono. Quando l'avversario viene attirato al suo interno, il collocamento della quinta Seele Schneider immobilizza l'avversario con particelle spirituali ad alta densità. Poi, Uryū rovescia il contenuto di un tubo d'argento su una di esse, creando al suo interno un'immane esplosione che annichilisce il nemico. Secondo Ishida, le Seele Schneiders funzionano come accumulatori, e il liquido all'interno del tubo d'argento viene usato come detonatore. È una tecnicha di difficile preparazione, poiché occorre tempo per attuarla, ed è quindi necessaria la collaborazione di un secondo in battaglia.
- Geto Schneider[10]: Lancia una Seele Schneider che si ferma in prossimità del nemico; il Reishi ad alta densità confluisce dal nemico attorno allo stesso, attraverso delle ferite inferte in precedenza, creando una barriera simile allo Sprenger. Infine il Quincy lancia un Ginto sulla Seele Scheider per far comprimere il cubo precedentemente formatosi fino alle dimensioni di una singola particella che implode.